# Magnus Kaminiarz

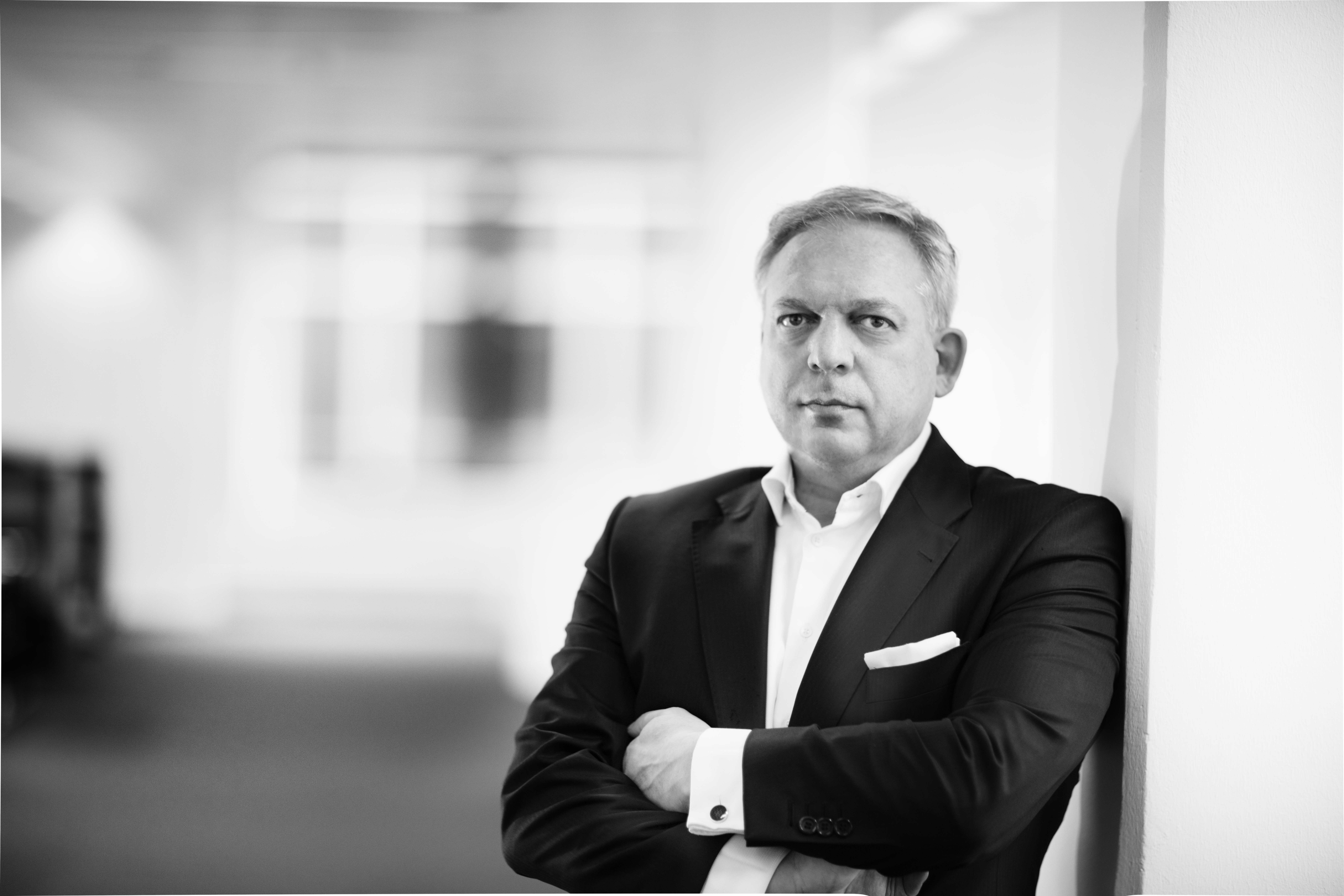
Magnus Kaminiarz (2017)

Magnus Kaminiarz (*  14. September 1964 in Bremen; † 5. April 2019 in Frankfurt am Main) war ein deutscher Architekt. Er lebte und arbeitete in Frankfurt am Main.

## Leben
Kaminiarz studierte Architektur in Bremen und Hamburg und besuchte zudem die Architekturklasse der HfbK in Hamburg. Nach seinem Studium arbeitete er bei Schweger & Partner und bei Schulze und Partner in Bremen. Er machte sich selbstständig, wurde in den BDA Bremen berufen und wechselte 1998 zu Jo. Franzke nach Frankfurt am Main, wo er ab 2003 als Partner wirkte. Mit Magnus Kaminiarz & Cie. gründete er Anfang 2011 sein eigenes Büro in Frankfurt am Main.
Das Büro Magnus Kaminiarz & Cie. entwarf und realisierte Bürobauten, Wohnhäuser, vor allem auch Wohnhochhäuser, darunter Deutschlands derzeit höchstes Wohnhochhaus, den Grand Tower mit 172 Metern Höhe, und Studentenwohnheime. Im Februar 2019 berichtete die Immobilien Zeitung über ein Insolvenzantragsverfahren für Architekt Magnus Kaminiarz. Am 23. Mai 2019 unterrichtete das Ministerium der Justiz des Landes Nordrhein-Westfalen im Rahmen des Insolvenzverfahrens über den Tod von Magnus Kaminiarz.

## Werk (Auswahl)
- 2002–2005: Eschborn Plaza in Eschborn

- 2006–2010: Wohnviertel Tripoli Gate in Tripolis
- 2011–2013: Wohnhäuser im Holbeinviertel in Frankfurt am Main
- 2015–2018: Grand Tower in Frankfurt am Main
- seit 2016: Wohntürme Stiftstraße in Frankfurt am Main
- seit 2016: Eden (ehemals Tower 90) in Frankfurt am Main (in Kooperation mit Helmut Jahn, Chicago)